# Ziemia lubuska

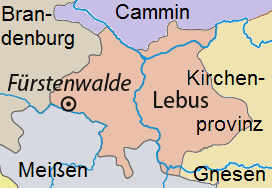
Diecezja lubuska przed reformacją

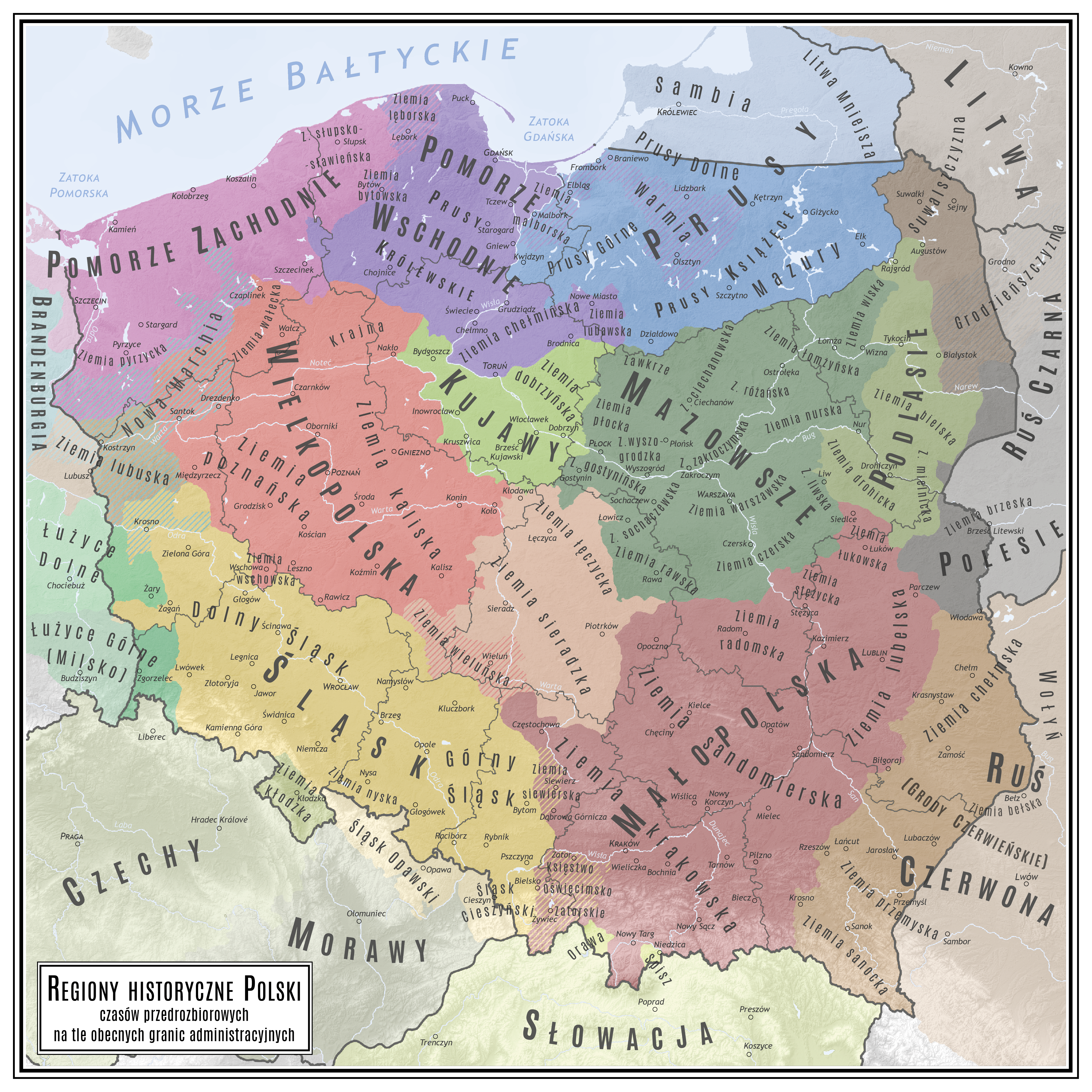
Ziemia lubuska i inne krainy historyczne Polski na tle współczesnych granic administracyjnych

Ziemia lubuska (łac. Terra Lubus, Terra Lubucensis, niem. Land Lebus, Lebuser Land) – kraina historyczna, położona po obu stronach środkowej Odry, między Śląskiem a Pomorzem.

## Toponimia i pisownia
Swoją nazwę ziemia lubuska wzięła od położonego na lewym brzegu Odry Lubusza, głównego ośrodka kasztelańskiego i dawnej siedziby biskupów lubuskich.

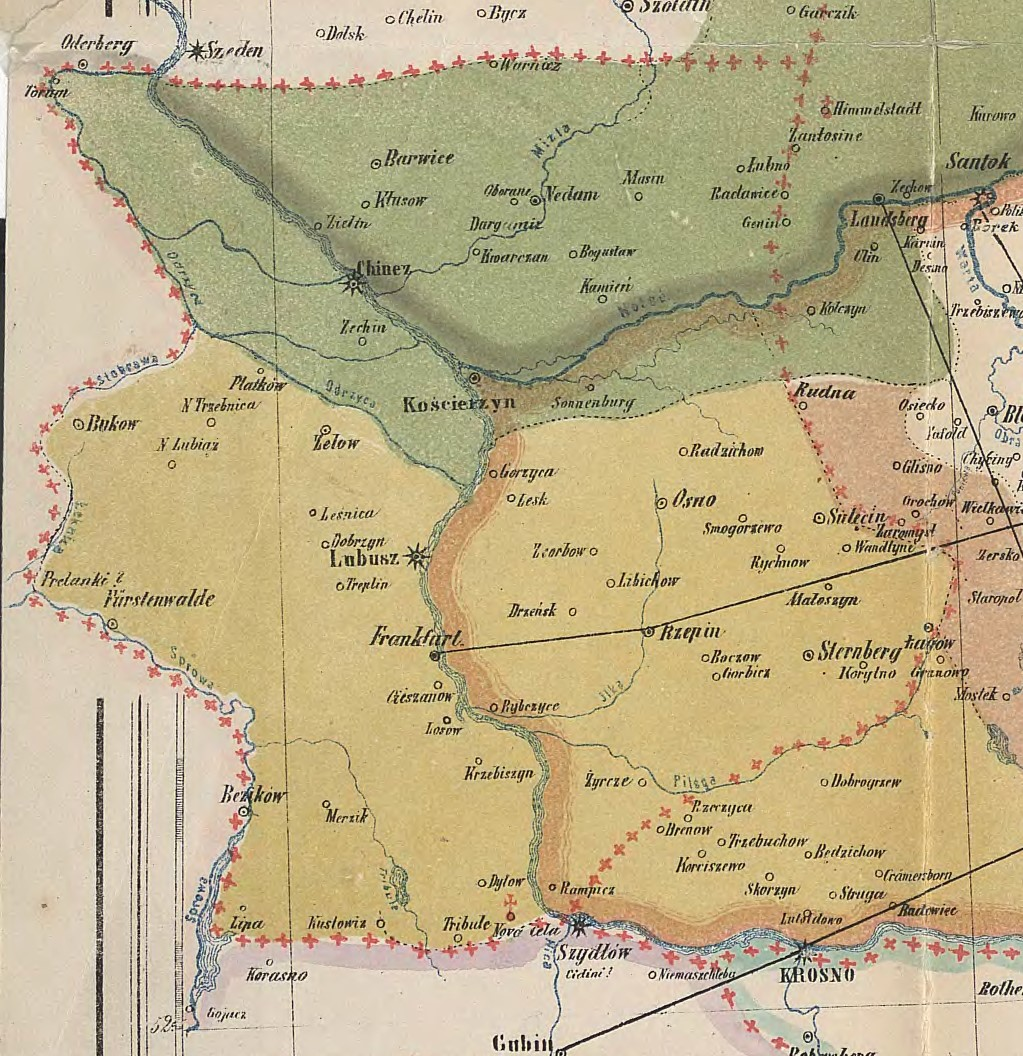
Fragment historycznej mapy Wielkopolski w epoce piastowskiej wykonanej przez Dr. T. Szulca i zamieszczonej w czwartym tomie Kodeksu dyplomatycznego Wielkopolski, obrazujący Ziemię Lubuską (granice diecezji lubuskiej) oraz obszar odstąpiony książętom śląskim przez książąt wielkopolskich

Termin ziemia lubuska ma szerokie i często odmienne znaczenie, rozróżniane także względem okresów historycznych:
- zdaniem części badaczy jest to odrębne terytorium w okresie państwa pierwszych Piastów, identyfikowane także jako terytorium plemienne Lubuszan. Jej obszar może dotyczyć obu brzegów rzeki Odry wokół dawnego grodu Lubusza[8];
- pojęcie pochodne obszaru definicji 1. w odniesieniu do późniejszego okresu: to obszar włączony ponownie do państwa polskiego około 1120 roku, tożsamy z pojęciem kasztelanii lubuskiej, do której zalicza się także ziemię kiniecką i ziemię kostrzyńską[9][10];
- główna jednostka osadniczo-administracyjna kasztelanii lubuskiej, powstała na skutek podziałów politycznych w końcu XII wieku i pierwszej ćwierci XIII wieku, kiedy to wydzielono ziemię kiniecką i ziemię kostrzyńską[9][10];
- pojęcie potoczne, dotyczące części obszaru Ziem Odzyskanych, która w 1945 została wcielona do województwa poznańskiego, a w 1950 prawie w całości należała do pierwszego województwa zielonogórskiego[11]. Nazwę „Ziemia Lubuska” w tym znaczeniu wprowadzili w 1946 Bogumił Krygowski i Stanisława Zajchowska[12];
- potoczne określenie całego obszaru województwa lubuskiego, stosowane przez władze wojewódzkie[13][14]. Termin w tym znaczeniu został rozpropagowany w 1998 z inicjatywy Stowarzyszenia na rzecz Promocji i Powołania Województwa Lubuskiego oraz innych zwolenników tego rozwiązania[15]. W tym znaczeniu występuje również alternatywna nazwa Środkowe Nadodrze[16][17].

W literaturze funkcjonują zapisy toponimu wielkimi literami i małymi (ziemia lubuska lub Ziemia Lubuska). Zgodnie z regułą ortograficzną języka polskiego należy ją zapisać małymi literami (ziemia lubuska). Natomiast ze względów uczuciowych bądź dla uwydatnienia szacunku wyjątkowo można pisać wielką literą.

## Historia

### Terytorium Lubuszan i jego udział w państwie Piastów
Na mapach osadniczych dość wyraźnie zaznacza się terytorium plemienne Lubuszan w rejonie środkowego Nadodrza i w strefie pogranicza lubusko-pomorskiego, które charakteryzuje się jednością osadniczą. Największym czynnikiem integrującym tego obszaru była rzeka Odra wraz z dopływami tworząca oś hydrograficzną i na wielu odcinkach osadniczą. Ponadto lądowe szlaki komunikacyjne przebiegające równoleżnikowo oraz dwa szlaki lądowe biegnące po obu biegach Odry.

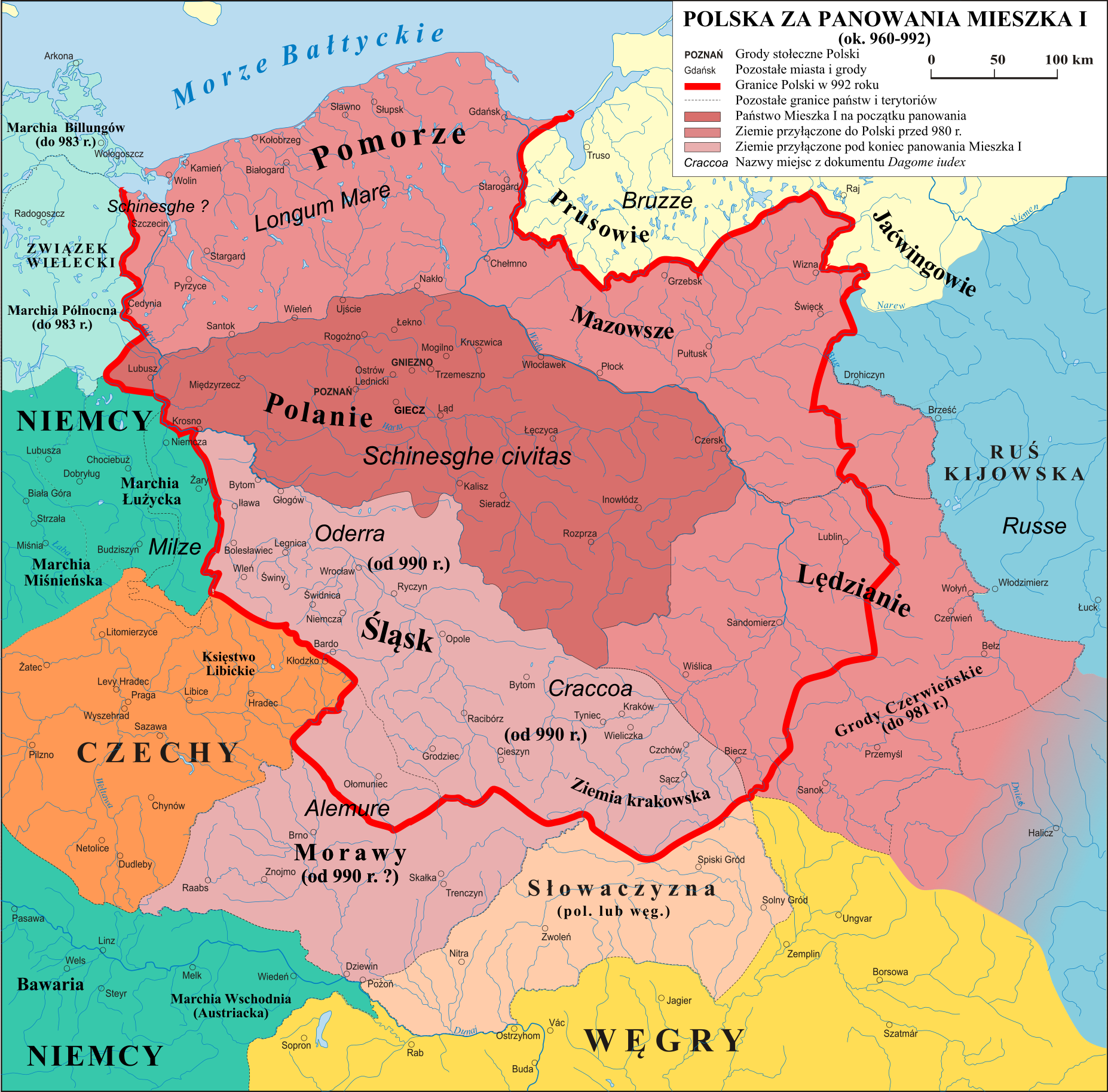
Polska za panowania księcia Mieszka I

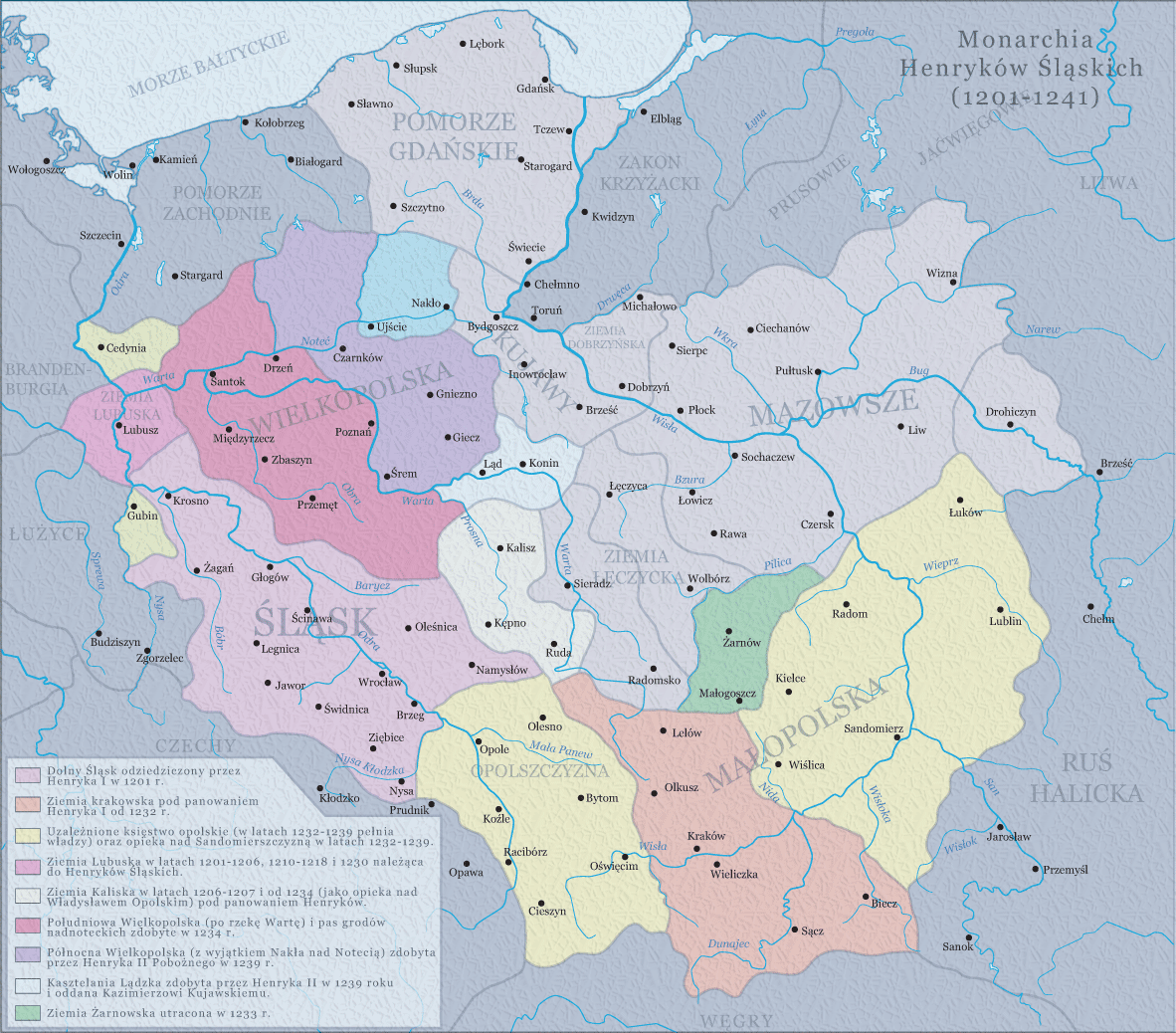
Polska w latach 1201–1241

Zdaniem części badaczy w X wieku ziemia lubuska stanowiła odrębną jednostkę terytorialną w stosunku do krain plemiennych Pomorza, Wielkopolski i Śląska. Przyjmuje się zazwyczaj, że Polska przyłączyła ją około 960 roku, choć istnieją poglądy o aneksji tego terytorium w latach czterdziestych X wieku, o czym świadczy nieuwzględnienie jej w uposażeniu biskupstwa brandenburskiego. Mieszko I mógł traktować ziemię lubuską jako bazę do prowadzenia swojej polityki ekspansyjnej w kierunku ziem Łużyczan i Wkrzan. Zwolennicy późniejszej datacji opanowania tego terytorium opierają swoje przypuszczenia, po pierwsze, na wynikach badań archeologicznych, wiążąc zniszczenie grodu Lubuszy w połowie X wieku z militarnymi działaniami Polski na tym terenie oraz, po drugie, na dostrzeganiu związku pomiędzy jej przyłączeniem, a konfliktem Mieszka I z margrabią Geronem w 963 roku. Według badacza Połabia Kazimierza Myślińskiego obie teorie nie mają mocnych podstaw: badania archeologiczne nie są precyzyjne, zaś konflikt Polski z Marchią Wschodnią nie ma oparcia w źródłach pisanych.
Badania wykazują, że w wyniku ekspansji Piastów sieć starszych grodów lubuskich została całkowicie zniszczona, a w jej miejsce powstała sieć z innego rodzaju grodami o nowym rozmieszczeniu..
Należy także przedstawić, że inni badacze negują istnienie plemienia Lubuszan i ziemi lubuskiej w tym okresie. Np. Edward Rymar stwierdził, że losy ziemi lubuskiej w czasach Mieszka I nie są nam znane z powodu braku źródeł pisanych, a w świetle dokumentu Dagome iudex z ok. 991 r. Odra na lubuskim odcinku jego państwa wydaje się być rzeką graniczną.

### Kasztelania i diecezja lubuska

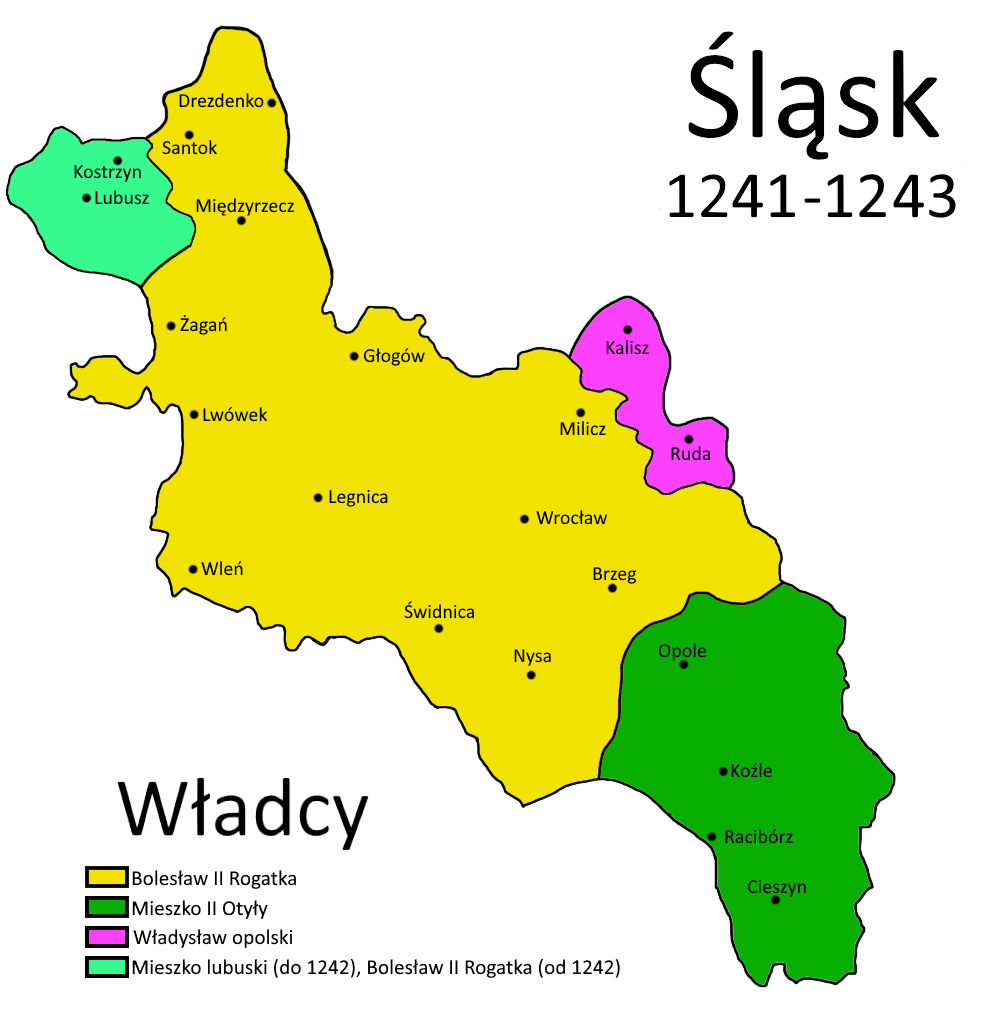
Księstwo lubuskie pod panowaniem Mieszka w latach 1241–1242
Około 1120 r. Bolesław III Krzywousty inkorporował wprost ziemię lubuską do państwa Piastów (bez zwierzchności lennej). W 1124 r. zostało utworzone biskupstwo lubuskie, którego podstawą zdaniem części badaczy miałoby być domniemane terytorium plemienne Lubuszan. Diecezja lubuska podlegała arcybiskupowi gnieźnieńskiemu.
Około 1138 r. na mocy Ustawy sukcesyjnej Bolesława Krzywoustego ziemia lubuska została włączona do dzielnicy śląskiej Władysława II Wygnańca.
W 1207 r. książę poznańsko-kaliski Władysław III Laskonogi chcąc zwiększyć aktywność na Pomorzu Zachodnim, zamienił swą ziemię kaliską na ziemię lubuską z księciem śląskim Henrykiem I Brodatym. Jednak już w 1209 r. margrabia łużycki Konrad II wkroczył do ziemi lubuskiej i obległ Lubusz. Na odsiecz obrońcom Lubusza ruszył Władysław III Laskonogi, jednak przegrał bitwę pod Lubuszem, a obrońcy grodu zostali powieszeni. Książę poznański utracił ziemię lubuską. Zajęcie strategicznego Lubusza stanowiło realne zagrożenie dla władztwa Henryka I Brodatego, co zmusiło go do działania. Po śmierci Konrada II podczas kampanii zbrojnej między sierpniem 1210 a marcem 1211 Henryk odzyskał ziemię lubuską, ponownie ją wiążąc z dzielnicą śląską, a w 1218 po raz drugi przekazał ją Władysławowi Laskonogiemu, tym samym znów została częścią dzielnicy wielkopolskiej.
Jeszcze w pierwszej połowie XIII w. za sprawą nadań piastowskich książąt wielkopolskich i śląskich na ziemi lubuskiej pojawiły się zakony templariuszy (m.in. w Łagowie, Dębnie, Rurce, Kostrzynie, Leśnicy, Chwarszczanach i Dargomyślu), cystersów (założyli m.in. miasto Lubiąż) i kanoników regularnych (na terenie dzisiejszej gminy Vierlinden). Po kasacie zakonu templariuszy w XIV w. ich dobra lubuskie przeszły w ręce joannitów.
W latach 1241–1242 istniało wydzielone księstwo lubuskie, w którym panował Mieszko lubuski, po czym obszar powrócił do dzielnicy śląskiej ze stolicą we Wrocławiu.

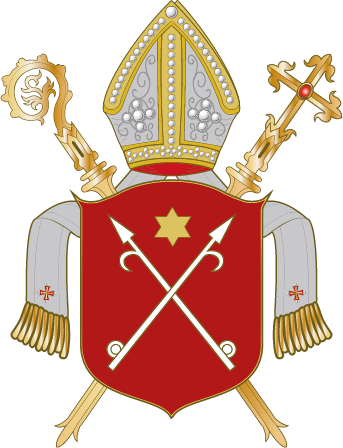
Herb diecezji lubuskiej

W 1250 r. Bolesław II Rogatka, potrzebując pomocy przeciwko księciu wrocławskiemu Henrykowi III, sprzedał ten strategiczny rejon Marchii Brandenburskiej i arcybiskupowi magdeburskiemu Wilbrandowi jako ich kondominium, aby zdobyć pieniądze na prowadzenie lokalnych wojen. W 1252 zastaw ostatecznie przeszedł we władanie Brandenburgii.
W drugiej połowie XIII w. diecezja lubuska utraciła południowy fragment swego terytorium wskutek ekspansji miśnieńskiej (okolice dzisiejszego miasta Eisenhüttenstadt).
Przez następne wieki obszar ziemi lubuskiej stopniowo ulegał germanizacji wskutek tzw. Ostsiedlung.
W 1276 biskup lubuski Wilhelm I z Nysy przeniósł rezydencję biskupią z Lubusza do Górzycy.
Od 1319 ziemia lubuska była przedmiotem rywalizacji pomiędzy Piastami (Księstwo jaworskie), Gryfitami (Księstwo wołogoskie) i Askańczykami (Księstwo Saksonii-Wittenbergi). W 1319 region zajął książę wołogoski Warcisław IV, w 1320 znaczną część przejął książę jaworski Henryk I, po czym jeszcze w tym samym roku zachodnią część podbił książę Rudolf I Askańczyk. Wschodnie krańce (Torzym i Sulęcin) w 1321 lub 1322 zajęło księstwo głogowskie, a w północnej części (w okolicach Kostrzyna nad Odrą) walki pomorsko-saskie toczyły się jeszcze do 1323. Po odniesieniu zwycięstwa nad Austrią, w 1323 regionem zainteresowali się bawarscy Wittelsbachowie – król Ludwik IV Bawarski nadał Brandenburgię włącznie z ziemią lubuską swemu synowi Ludwikowi V. Pojawienie się nowego silnego rywala skłoniło dotychczas walczące strony do zawarcia pokoju między sobą. Ludwik IV przybył do ziemi lubuskiej w 1324. Po stronie Gryfitów i Piastów głogowskich opowiedział się papież Jan XXII, oponent Wittelsbachów. Do wojny włączył się także król Polski Władysław I Łokietek, najeżdżając w lutym 1326 okolice Frankfurtu/Słubic, a papież wzywał mieszkańców regionu do oporu przeciw Wittelsbachom, jednak mimo to do 1326 zdołali oni zająć terytoria Gryfitów i Piastów w ziemi lubuskiej i region ponownie znalazł się w całości w Marchii Brandenburskiej.
W latach 1373–1415 wraz z Marchią Brandenburską ziemia lubuska znajdowała się pod panowaniem Czech. Ostatnim polskim biskupem lubuskim (do 1392) był Jan Kietlicz. W 1385 przeniósł on stolicę diecezji z Górzycy do Fürstenwalde. Od 1392 do 1424 na tronie biskupim zasiadali Czesi. W 1424 r. biskupstwo lubuskie zostało podporządkowane arcybiskupowi w Magdeburgu.
W 1518 biskup lubuski zakupił przygraniczne dolnołużyckie dobra Beeskow i Storkow, pozostające formalnie lennem czeskim. W 1555 zmarł ostatni katolicki biskup lubuski i diecezja została zsekularyzowana. W 1575 r. król Czech Maksymilian II Habsburg przekazał Beeskow i Storkow w lenno Brandenburgii, a w 1598 diecezja lubuska została zamknięta.

Dawny kościół św. Mikołaja we Frankfurcie nad Odrą, którego budowa rozpoczęła się pod panowaniem polskim (widok z około 1862)

### Panowanie pruskie
W 1618 wraz z Brandenburgią ziemia lubuska została częścią unijnego państwa brandenbursko-pruskiego, a od 1701 Królestwa Prus. W XVII w. region ucierpiał z powodu wojny trzydziestoletniej. Pod koniec XVII w. w regionie zaczęli się osiedlać francuscy hugenoci. Ich wspólnoty powstały we Frankfurcie nad Odrą i Müncheberg. Miasta Beeskow i Storkow do 1742 pozostawały pod formalnym zwierzchnictwem czeskim jako lenno.
W 1871 region znalazł się w granicach Cesarstwa Niemieckiego. W 1880 największymi miastami regionu były Frankfurt nad Odrą (51 147 mieszk.), Kostrzyn nad Odrą (14 069 mieszk.), Fürstenwalde/Spree (10 781 mieszk.), Słońsk (6 298 mieszk.), Sulęcin (5880 mieszk.) i Ośno Lubuskie (5 357 mieszk.).
W 1945 obszar zaciętych walk na froncie wschodnim II wojny światowej. W lutym i marcu stoczono bitwę o Kostrzyn nad Odrą, wskutek czego miasto zostało zniszczone w 95%, a w kwietniu miała miejsce bitwa o wzgórza Seelow z udziałem 1 Armii Wojska Polskiego, zwycięstwo w niej otworzyło drogę na Berlin.

### Od 1945 roku

Województwo zielonogórskie w latach 1950–1975

Prawobrzeżną część ziemi lubuskiej przyłączono do Polski w 1945 (od 1999 głównie w granicach województwa lubuskiego, oprócz niewielkiego fragmentu należącego do powiatu myśliborskiego województwa zachodniopomorskiego).
Do powszechnego obiegu w Polsce powojennej termin ziemia lubuska wprowadziła w 1945 Maria Kiełczewska-Zaleska z Instytutu Zachodniego, podając opis historycznej ziemi lubuskiej jako małej krainy nad Odrą, która odgrywa rolę łącznika Pomorza ze Śląskiem. Według jej definicji kraina miała ciągnąć się po obu brzegach Odry, od ujścia Nysy Łużyckiej po ujście Warty.
Rok później (1946 r.) publikacja B. Krygowskiego i S. Zajchowskiej rozciągnęła nazwę ziemi lubuskiej daleko poza właściwą ziemię lubuską, włączając część Wielkopolski, Pomorza i na południe od Odry – część Śląska. Jednocześnie określono, że ziemia lubuska jest „zachodnią cząstką Wielkopolski”, co wynika z warunków naturalnych charakterystycznych dla całości.
Określono, że nowa ziemia lubuska obejmuje 14 powiatów o łącznej powierzchni 11 451,7 km²:
- powiaty północne: gorzowski, strzelecki, trzcianecki, pilski,
- powiaty środkowe: sulęciński, sulęciński, słubicki, międzyrzecki, sulechowsko-świebodziński, babimojski (włączony do wolsztyńskiego),
- powiaty południowe: gubiński, krośnieński, zielonogórski, wschowski.

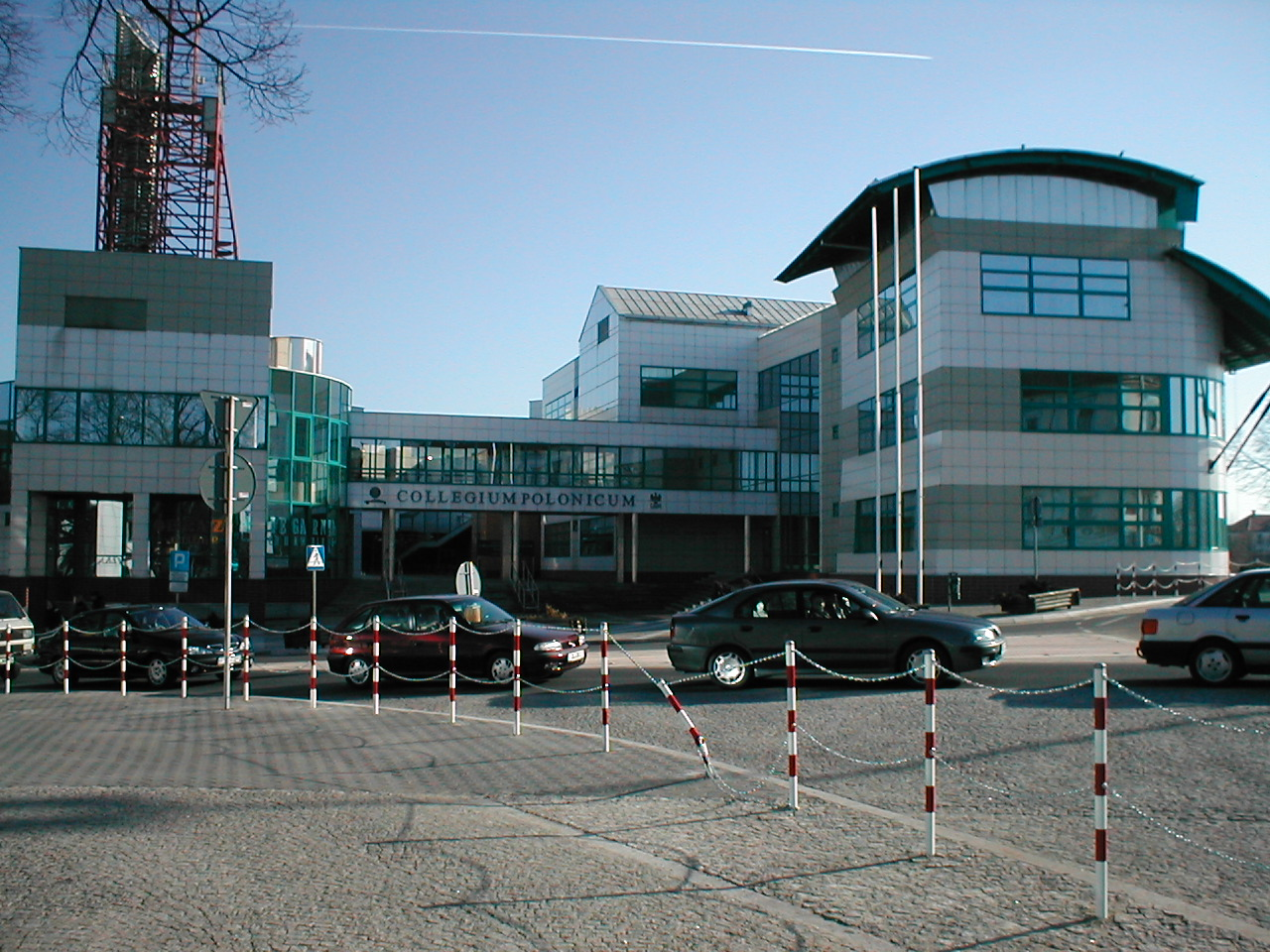
Collegium Polonicum w Słubicach zał. w 1992 r.

W 1955 stwierdzono, że względy historyczne i praktyczne zadecydowały, że wszystkim tym powiatom nadano nazwę ziemi lubuskiej, która dotyczy części obszaru tzw. Ziem Odzyskanych, która w 1945 została wcielona do województwa poznańskiego, a w 1950 prawie w całości należała do pierwszego województwa zielonogórskiego.
Przy Niemczech pozostała lewobrzeżna część ziemi lubuskiej, w tym miasta Frankfurt nad Odrą, Fürstenwalde/Spree, Müncheberg, Seelow, Müllrose, Buckow (Märkische Schweiz) oraz historyczna stolica Lubusz.

## Symbolika
Do przedstawienia ziemi lubuskiej wykorzystuje się herb historycznej diecezji lubuskiej, w formie pozbawionej atrybutów biskupich, które znajdowały się pod tarczą. Oryginalny herb ukształtował się w I. połowie XIV wieku i używany był przez biskupów lubuskich do czasu rozwiązania diecezji. Przedstawiony on został w herbarzu Johanna Siebmachera w wersji z insygniami, natomiast w starszej i prostszej formie (bez insygniów) widoczny jest na pieczęci biskupa Piotra I z Opola oraz na epitafium Jana VI von Dehera. Współcześnie stanowi on element herbu archidiecezji berlińskiej oraz diecezji zielonogórsko-gorzowskiej.

## Miasta
Lista miast historycznej ziemi lubuskiej (w granicach dawnej diecezji lubuskiej):
| Lp. | Miasto                     | Państwo | Populacja | Powierzchnia | Jednostka administracyjna |
| --- | -------------------------- | ------- | --------- | ------------ | ------------------------- |
| 1.  | Frankfurt nad Odrą         | Niemcy  | 56 679    | 147,85 km²   | Brandenburgia             |
| 2.  | Fürstenwalde/Spree         | Niemcy  | 32 120    | 70,68 km²    | Brandenburgia             |
| 3.  | Eisenhüttenstadt           | Niemcy  | 22 919    | 63,47 km²    | Brandenburgia             |
| 4.  | Kostrzyn nad Odrą          | Polska  | 17 730    | 46,14 km²    | lubuskie                  |
| 5.  | Słubice                    | Polska  | 16 644    | 19,2 km²     | lubuskie                  |
| 6.  | Dębno                      | Polska  | 13 137    | 19,51 km²    | zachodniopomorskie        |
| 7.  | Sulęcin                    | Polska  | 10 096    | 8,56 km²     | lubuskie                  |
| 8.  | Storkow (Mark)             | Niemcy  | 9373      | 179,96 km²   | Brandenburgia             |
| 9.  | Beeskow                    | Niemcy  | 8082      | 77,79 km²    | Brandenburgia             |
| 10. | Müncheberg                 | Niemcy  | 7042      | 152,29 km²   | Brandenburgia             |
| 11. | Witnica                    | Polska  | 6731      | 8,24 km²     | lubuskie                  |
| 12. | Rzepin                     | Polska  | 6505      | 11,42 km²    | lubuskie                  |
| 13. | Seelow                     | Niemcy  | 5363      | 42,73 km²    | Brandenburgia             |
| 14. | Müllrose                   | Niemcy  | 4660      | 69,23 km²    | Brandenburgia             |
| 15. | Ośno Lubuskie              | Polska  | 3915      | 8,01 km²     | lubuskie                  |
| 16. | Mieszkowice                | Polska  | 3713      | 4,73km²      | zachodniopomorskie        |
| 17. | Lubusz                     | Niemcy  | 3133      | 54,42 km²    | Brandenburgia             |
| 18. | Cybinka                    | Polska  | 2751      | 5,32 km²     | lubuskie                  |
| 19. | Torzym                     | Polska  | 2541      | 9,11 km²     | lubuskie                  |
| 20. | Buckow (Märkische Schweiz) | Niemcy  | 1464      | 14,42 km²    | Brandenburgia             |

### Miasta zdegradowane
Do miast ziemi lubuskiej (które jednak z różnych przyczyn utraciły status miasta) należą również:
| Lp. | Dawne miasto       | Populacja | Prawa miejskie | Degradacja         | Jednostka administracyjna |
| --- | ------------------ | --------- | -------------- | ------------------ | ------------------------- |
| 1.  | Letschin           | 3983      | 1863 r.        | XX wiek            | Brandenburgia             |
| 2.  | Słońsk             | 3028      | przed 1341 r.  | 1945 r.            | lubuskie                  |
| 3.  | Łagów              | 1588      | 1808 r.        | 1931 r.            | lubuskie                  |
| 4.  | Górzyca            | 1539      | przed 1299 r.  | 1947 r.            | lubuskie                  |
| 5.  | Boleszkowice       | 1405      | 1325 r.        | 1 stycznia 1972 r. | zachodniopomorskie        |
| 6.  | Falkenhagen (Mark) | 676       | XIV w.         | XVIII w.           | Brandenburgia             |
| 7.  | Barnówko           | 293       | przed 1317 r.  | 1608 r.            | zachodniopomorskie        |

## Zobacz też

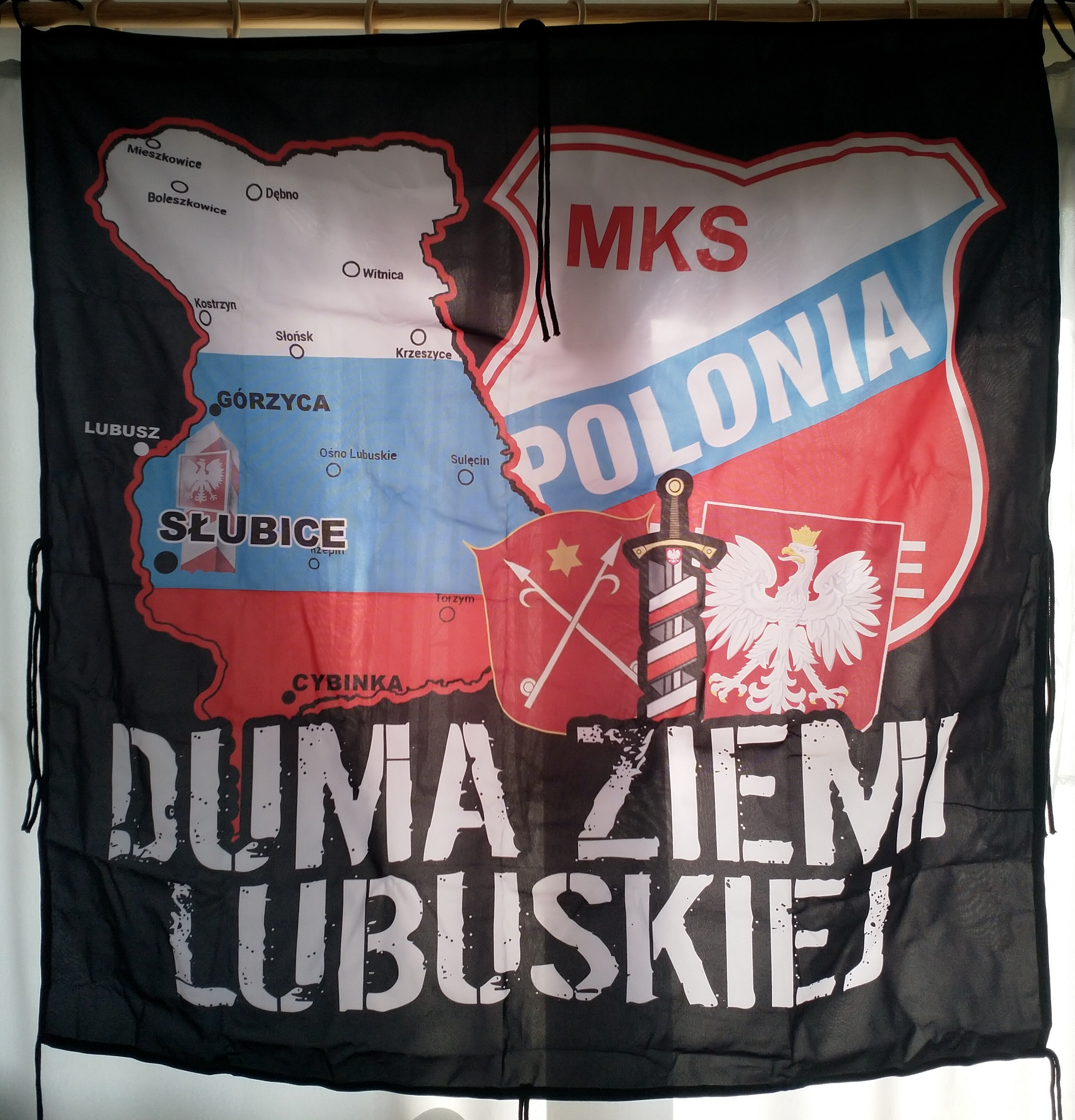
Flaga kibiców Polonii Słubice przedstawiająca m.in. Ziemię Lubuską w historycznych granicach (na wschód od Odry) i jej herb